# スピード (キャラクター)
スピード（Speed）、またはトーマス・"トミー"・シェパード（Thomas "Tommy" Shepherd）は、マーベル・コミックが発行するアメリカン・コミックスに登場する架空のスーパーヒーロー。2006年3月に、アラン・ハインバーグとジム・チャンによって創造されたスピードは、『ヤング・アベンジャーズ』第10号で初登場した。彼のスーパーパワーは叔父のピエトロ・マキシモフ/クイックシルバーのものと同等である。
『ヤング・アベンジャーズ』第12号で、彼はコスチュームを身にまとってスピードと名乗り、マーベル・ユニバースに登場する10代のスーパーヒーローチームである“ヤング・アベンジャーズ”に加わる。
スピードのストーリーでは、彼とビリー・カプラン/ウィッカンが実は長い間行方不明だった双子の兄弟であり、2人はワンダ・マキシモフ/スカーレット・ウィッチと彼女の元夫ヴィジョンの幻の息子の生まれ変わりであることを発見した。トミーの前世であるトーマス・マキシモフは、1986年9月にスティーヴ・エングルハートとリチャード・ハウエルによって創造され、『The Vision and the Scarlet Witch』第12号で初登場した。バイセクシュアルであるトミーはケイト・ビショップ/ホークアイ（2代目）やデヴィッド・アレイン/プロディジーと交際している。

## 発行履歴
『ヤング・アベンジャーズ』で第10号でデビューしたスピードは、刑務所から脱獄し、チームにスカウトされた。シリーズ完結までメインキャラクターとして活躍し、2006年8月の第12号ではスピードというコードネームを採用した。
それ以降は、『Young Avengers Presents』や『Dark Reign: Young Avengers』といったミニシリーズ、イベントコミックのタイアップである『Civil War』、『シークレット・インベージョン』、『Siege: Young Avengers』、その他様々な作品にゲスト出演した。2010年から2012年にかけては、アラン・ハインバーグとジム・チャンのオリジナル『ヤング・アベンジャーズ』クリエイティブ・チームによって作画された『アベンジャーズ: ザ・チルドレンズ・クルセイド』のメインキャストの一人であった。
その後2013年8月、『ヤング・アベンジャーズ』 （vol. 2）第6号において未来の自分であるノット・パトリオットに吸収されて謎の消滅を遂げた。しかし2014年2月の第14号の終わりに再登場し、最終回を描いた2014年3月の第15号で回復した。
ジェームズ・ロビンソンによる『スカーレット・ウィッチ』シリーズに1コマだけ登場した後の2019年7月、『The Unstoppable Wasp』第7号で他の元ヤング・アベンジャーズと共にゲスト出演するまで、スピードは5年間コミックスから未登場だった。その後、イベントコミックとのタイアップである2020年9月の『Lords of Empyre: Emperor Hulkling』に登場し、同年11月のエピローグである『Empyre: Aftermath』、2021年の 『X-ファクター』（vol.4）第7号（4月）と第10号（8月）にゲスト出演している。また、リミテッド・シリーズ『X-Men: The Trial of Magneto』では脇役として登場した。

## キャラクター経歴

### トーマス・マキシモフ
トーマス・マキシモフは、ウィリアム・マキシモフの双子の兄で、2人はワンダ・マキシモフとヴィジョンの間に生まれたとされていた。しかし実際には、ワンダが現実を歪める力を使い、悪魔のメフィストの魂の5つの断片のうちの2つから、双子の息子を無意識のうちに造り出された存在だった。双子の魂がメフィストに再吸収されたとき、ワンダが魂の断片に込めた力によってメフィストは破壊され、そのうちトミーの魂はトーマス・シェパードとして生まれ変わった。

### トーマス・シェパード
トーマス・"トミー"・シェパードはタウンシップで、離婚したフランクとメアリー・シェパードの一人息子として育った。しかし誤って学校の建物を蒸発させてしまい、施設とスタッフにロボットスーツやパワーを減衰させる格納セルといった高度な攻防テクノロジーが備わった少年院に送られてしまう。
拉致されたチームメイトのテディ/ハルクリングの救出に協力してくれるスーパーパワーを持ったティーンエイジャーを増やすことを目的とするヤング・アベンジャーズの一員アイアンラッドが“アベンジャーズ”の候補リストにその名があるティーンの1人として彼の居所を突き止めると、トミーは独房から解放され、白髪のスピードスターである彼がヤング・アベンジャーズの一員であるビリー・カプランとピエトロ・マキシモフ/クイックシルバーに酷似しており、後者の髪の色と似た能力を共有していることがすぐに指摘された。
ヤング・アベンジャーズが少年院の武装警備員に遭遇すると、トミーは冷笑的かつ残酷に振る舞いながら警備員と逃げる医師たちを攻撃し始め、自分が彼らに何ヶ月も監禁されていたこと、その間に生体兵器にする目的でテストと実験を受けたことを述べるが、ケイト・ビショップ/ホークアイとイーライ・ブラッドリー/パトリオットに制止され、ハルクリングをクラート/スーパー・スクラルから救出することに加わるよう説得を受けた。
トミーはビリーと共に“ジェノーシャ”と“ワンダゴア”を通ってスカーレット・ウィッチを探し、ワンダとヴィジョンのかつての住居でマーティン・プレストン/マスター・パンデモニウムに遭遇すると彼からメフィストとスカーレット・ウィッチに関する彼らの歴史の詳細を聞かされ、彼らが探す歴史は「闇と混沌」に満ちており、現在の自分を受け入れるべきだと忠告された。
やがてトミーは、コードネームと弓をクリント・バートン/ホークアイに没収されたケイトの緊張をほぐすため、彼女とデートに出かけながらシークレット・アベンジャーズの本拠地に侵入し、弓の回収を手伝った。その夜、2人はキスを交わし、彼はケイト、イーライの間にある、これまで語られることのなかった三角関係に言及する。しかし、ケイトは代わりにイーライとの交際を試みることにした。そしてトミーは正式にヤング・アベンジャーズに加わることを決意し、スピードというコードネームを名乗ることを決める。
ヤング・アベンジャーズが自分たちの名前を使っていたティーンエイジャーのグループと対決した一件では、トミーは相手のグループのメンバーの中にリサ・モリナーリ/コート・オブ・アームズがいるとすぐに気づいた。このことからトミーが彼女を "少年院 "から知っていたことが明かされ、かつて2人が交際していたことが示唆された。
トミーたちは、“アスガルド”がノーマン・オズボーンの支配下にある勢力に攻撃されたとき、アスガルド防衛を支援するためにリクルートされた。その中でトミーはその戦いの勝利に不可欠なバックアップアーマーをトニー・スターク/アイアンマンに届けることを任務とした。
『アベンジャーズ：チルドレンズ・クルセイド』においては、アイアンラッドが征服者カーンを倒すためにタイムストリームを変え続けた未来のタイムラインに、成人したトミーが双子を妊娠中のケイトと一緒に登場。
本作の事件でヤング・アベンジャーズが解散すると、トミーはタブレットを組み立てる仕事に就き、“ニューX-MEN”の元メンバーであるデヴィッド・アレイン/プロディジーと出会って親しくなると、パトリオットに扮した謎の存在“ノット・パトリオット”を捕まえるためにコンビを組むが、ノット・パトリオットの攻撃を受けたトミーの身体は消滅させられてしまった。しかしアレインがノット・パトリオットにキスをするとトミーは生還し、その夜にケイトと踊り、ビリーに強く抱かれる。
皇帝ハルクリングが登場する『Lords of Empyre』では、トミーとアレインは交際している様子を飲みに行ったテディから「いつもきっちり1杯半飲んでイチャイチャし始める」と評され 『Marvel Voices: Pride』 #2021で2人の関係はバイセクシュアルであることに対する考え方の違いについて語られた。

## パワー・能力
ミュータントであるトミー/スピードは、通常の人間を遥かに超える速度で移動し、そこからさらに加速する身体構造となっており、超人的な反射神経、敏捷性、衝撃への耐久性を発揮する。物理的な力も強化されているため、下半身は1トン前後、上半身は800ポンド前後を持ち上げられる。最高速度は不明だが、「クイックシルバーの速さ」であると断言し、音速を超えることができる速度で移動している間は摩擦、減少した酸素、運動エネルギーによる衝撃の影響に耐えられる。アメリカ東海岸からアフリカ東海岸沖の島であるジェノーシャまで走り、ウィッカンが同じ距離をテレポーテーションするのにかかる時間と同じ時間で島全体を捜索し、そこに住んでいる者を探す様子を見せている。このことは、トミーが沈むことなく水域の表面張力を横切って走れるほど速いことを示している。加えて、加速状態の中における自らの精神活動と、超高速で読書し、見たもの全てを記憶することまでできる。
また、物体を構成している原子を加速・分解する振動を発生させることで、物体を爆発させることもできる。また、自分の分子を加速・振動させ、壁などの固体を通り抜けることも可能。 

## その他のバージョン

### 『Avengers Fairy Tales』
『Avengers Fairy Tales』におけるトミーは『不思議の国のアリス』の白ウサギとして登場する。

### 『The Last Avengers Story』
『The Last Avengers Story』 におけるトミーはビリーと共にヴィジョンとワンダの子どもとして成長したが、幼い頃、叔父のピエトロがワンダを誤って死なせてしまうのを目撃した。そのせいでヴィジョンは感情を失い、引きこもるようになった。トミーはスティーヴン・ストレンジ/ドクター・ストレンジの弟子となり、神秘術を学ぶと“アース616”のトミーと異なり、叔父の超スピードではなく、母親譲りの神秘的な能力と、ミスティック・ボルトやフォースフィールドの作成など、様々な魔法の技を繰り出すことができるようになった。グリム・リーパーを自称するヴィランとなったビリーに対しトミーは、ホログラムを介して交信し、兄弟と戦うことを恐れているからヴィランをやめるよう懇願した。
だがビリーは、カーンやウルトロン59と手を組み、兄と父に復讐したいという願望を露わにした。トミーは弟と戦う準備はできていないとストレンジに述べるとアベンジャーズに協力することを決意し、父も勧誘しようとしたが、効果はなかった。このことから怒りと苛立ちを覚えたトミーは、弟との戦いを繰り広げるが、それを見たヴィジョンが正気に戻り、ウルトロンを破壊して戦いを終わらせた。

## MCU版
『マーベル・シネマティック・ユニバース』（MCU）では、主にジェット・クラインがトミー・マキシモフ（Tommy Maximoff）を演じる。日本語吹替は下記を参照。
本項では、“アース616”（正史の宇宙）におけるトミーを主軸として表記するが、現在のところ、原作コミックのようにスピードとしては登場していない。

### キャラクター像
“ヘックス”に取り巻かれた“ウエストビュー”内においてワンダ・マキシモフ/スカーレット・ウィッチとヴィジョン（カオス・マジック）の間に生まれた双子の長男。ワンダの「アメリカらしい名前を付けたい」という希望から名付けられた。
かなりやんちゃな男の子で、第四の壁を破るような言動もとり、双子の弟のビリー・マキシモフと時に兄弟喧嘩を繰り広げ、アグネス（アガサ・ハークネス）に操られて来訪した偽のピエトロ・マキシモフ（ラルフ・ボーナー）の影響もあってわんぱく盛りな行いも多々披露することもあるが、一大事の際には弟や両親を気遣うほど家族思いな姿も見せる。
ヘックスに取り巻かれていた頃のウエストビューの状況にある程度適応したものの、その実態は父や弟と同様に、“カオス・マジック”で創造された生命体であり、このことからヘックスの内部でしか存在を保つことができず、ヘックス自体が消失したりすると苦しみながら分解し、その存在自体が消え去ってしまうという致命的な難点を有している。

### トミー・マキシモフ（アース838）
“アース838”におけるトミー。外見や性格は正史のトミーとほぼ同等で、弟のビリーと同様に自作のアイスクリームの歌を母のワンダに聞かせるほどアイスクリームが好物だが、カオス・マジックのようなワンダの魔法で生み出されたという描写はなく、後述の特殊能力も有していない様子である。

### 能力
生まれて間もない頃から、自分の年齢を自身の意思で操作し、赤ん坊からあっという間に5歳児に、そして自宅に連れ込んだ仔犬を飼いたいと両親にねだった時に10歳児へと急成長してしまった。また、ハロウィンの頃から伯父のピエトロ・マキシモフ/クイックシルバーと同等の超高速移動能力を行使できるようになる。

### 各作品における描写
『ワンダヴィジョン』第3〜9話
演 - ギャビン・ボーダーズ（5歳時）、ジェット・クライン（10歳時）
日本語吹替 - 木村皐誠
本作でMCU初登場。ワンダの妊娠から僅か2日後に誕生し、ビリーと共に10歳児になると、拾ってきた仔犬を“スパーキー”と名付けて飼えるようになったのも束の間、 死別する事態に直面してしまい、そこからまた自分たちの年齢を上げかけるも、両親に止められた。後日のハロウィンの日にはコスプレも披露し、超高速移動能力で町中の人々に多数の悪戯を働く姿も見せた。
その翌日には、ハロウィンでの一件で錯乱気味のワンダの代わりに子守を引き受けたアグネスのもとに身を置くが、ビリーと共に捕まってしまう。しかしワンダに救われ、一度は隠れるよう促されて自宅に退避するも、自分たちも敵に立ち向かう両親に加勢することを決意。一時はヘックスが開かれたことで消滅しかけるが、両親のもとに駆け付け、ビリーとの連携で“S.W.O.R.D.”の兵隊の武装を解除する活躍を見せた。そして両親が勝利すると、親子4人で帰宅。ワンダとヴィジョン（カオス・マジック）から愛を伝えられて眠るも、ウエストビューを元に戻すことを決めたワンダによってヘックスが自宅に到達したことで消滅する。
だが後日、隠遁生活を送りながら魔法の修行に励むワンダの耳元には、トミーとビリーからの助けを呼ぶ声が響いていた。
『ドクター・ストレンジ/マルチバース・オブ・マッドネス』
日本語吹替 - 上野黎也
本作ではアース838のトミーが登場。ワンダやビリーと共に自宅で平穏に暮らしている。

## その他のメディア

### ビデオゲーム
- アンロックプレイヤーキャラクターとして登場
  - 『レゴ®マーベル アベンジャーズ』：ジョシュ・キートンが声をあてた[16]。
  - 『Marvel Avengers Academy』